# Dynamenoides decima
Dynamenoides decima är en kräftdjursart som beskrevs av Hurley och Jansen 1977. Dynamenoides decima ingår i släktet Dynamenoides och familjen klotkräftor.
Artens utbredningsområde är havet kring Nya Zeeland. Inga underarter finns listade i Catalogue of Life.